# 사누키국

사누키 국

사누키국(일본어: 讃岐国 사누키노쿠니[*])은 난카이도에 위치한 일본의 옛 구니이다. 현재의 가가와현(일본어: 香川県 가가와켄[*])에 해당하며 산슈(讃州)라고도 한다.
지금도 가가와 현의 별칭으로 사누키라는 명칭이 사용되고 있으며, 가가와 현 내의 지역구분으로 도산(東讃)・주산(中讃)・사이산(西讃)이라는 명칭도 쓰인다.

## 군
- 오우치군(일본어판)(大内郡)
- 사무카와군(일본어판)(寒川郡)
- 쇼즈군(小豆郡)
원래는 비젠국에 속했지만 호에이 연간에 사누키 국으로 편입.
- 미키군(일본어판)(三木郡)
- 야마다 군 (사누키 국)(일본어판)(山田郡)
- 가가와군(香川郡)
- 아노군 (가가와현)(일본어판)(阿野郡)
- 우타리군(일본어판)(鵜足郡)
- 나카 군 (사누키 국)(일본어판)(那珂郡)
- 다도군(일본어판)(多度郡)
- 미노 군(三野郡)
- 도요타 군 (사누키 국)(일본어판)(豊田郡)

## 같이 보기
- 사누키 우동
- 가마타마레 사누키